# Sadao Kuroki
Pour les articles homonymes, voir Kuroki.
Sadao Kuroki (黒木 貞雄, Kuroki Sadao) est un artiste graveur abstrait japonais du XXe siècle, né en 1909 dans la préfecture de Miyazaki et mort en 1984.

## Biographie
Il fait des études d'art occidental à l'Institut Kawabata de Kyoto et, en 1933, commence à pratiquer la gravure sur bois avec Un'ichi Hiratsuka. Dès 1935, ses œuvres figurent aux Salons de l'Association japonaise de gravure et de l'académie nationale de gravure. Il reçoit le prix culturel de la préfecture de Miyazaki. Son style est abstrait à partir d'éléments figuratifs décomposés en éléments répétitifs.